# الدورة الاستثنائية الطارئة العاشرة للجمعية العامة للأمم المتحدة

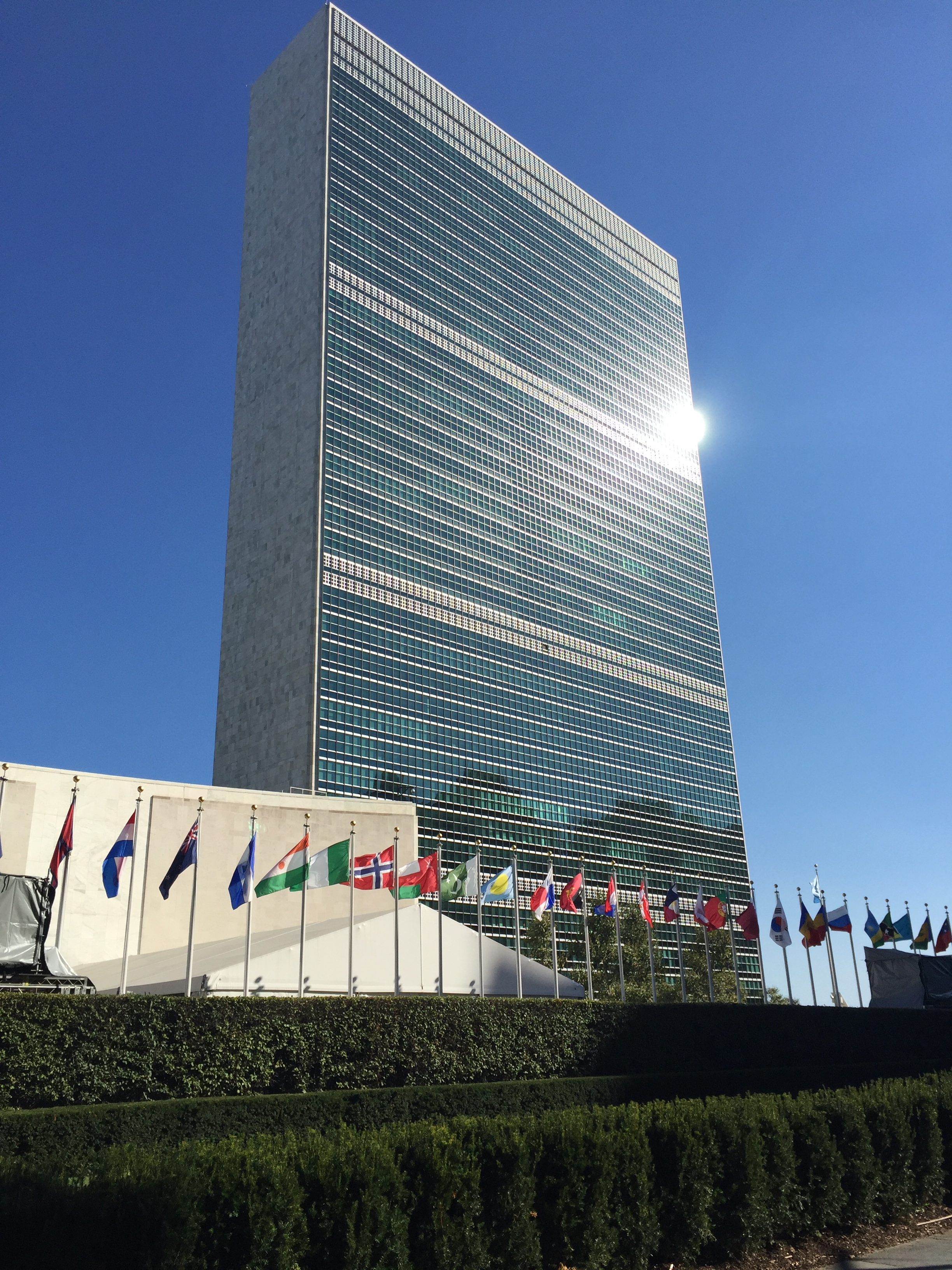
الدورة الاستثنائية الطارئة العاشرة للجمعية العامة للأمم المتحدة

تركز الدورة الاستثنائية الطارئة العاشرة للجمعية العامة للأمم المتحدة على الصراع الإسرائيلي الفلسطيني: النزاع المستمر والنزاع حول الضفة الغربية وقطاع غزة. وعُقدت الدورة لأول مرة في عام 1997 برئاسة رئيس الجمعية العامة، غزالي إسماعيل من ماليزيا. حدث هذا عندما فشل مجلس الأمن في اتخاذ قرار بشأن المسألة في جلستين مختلفتين. لا تزال الجلسة معلقة.
جلسة استثنائية طارئة  هي اجتماع غير مجدول للجمعية العامة للأمم المتحدة لاتخاذ قرارات عاجلة، لكنها غير ملزمة أو توصيات بشأن قضية معينة. وهي نادرة، وهي حقيقة تنعكس في أنه لم تجتمع سوى عشر جلسات في تاريخ الأمم المتحدة.
تمتد معظم الجلسات الخاصة الطارئة لجلسة واحدة - والجلسة العاشرة هو الجلسة الاستثنائية الطارئة الوحيدة التي تم استئنافها أكثر من مرة. وبالفعل، فقد عقدت الجمعية أكثر من عشر «اجتماعات» منفصلة أثناء جلوسها في الجلسة الاستثنائية الطارئة العاشرة منذ عام 2000. يمكن اعتبار حقيقة أن العاشرة قد امتدت على العديد من الجلسات كمؤشر على أهمية القضية في السياسة الدولية. وقد شاهدت حتى الآن أكثر من 30 اجتماعا (انظر وثائق الأمم المتحدة A / ES-10 / PV.1 إلى A / ES-10 / PV.31)، كل عام من عام 1997 حتى عام 2007.

آلية الدورة الاستثنائية الطارئة  تم إنشاؤه في عام 1950 باعتماد الجمعية العامة لقرار "الاتحاد من أجل السلام"، الأمر الذي جعل التغييرات الضرورية على الجمعية العامة «النظام الداخلي»  في ذلك الوقت. كما أعلن القرار ما يلي: 
 ... إذا فشل مجلس الأمن، بسبب عدم إجماع الأعضاء الدائمين، في ممارسة مسؤوليته الأساسية عن صون السلام والأمن الدوليين في أي حالة يبدو فيها وجود تهديد للسلام، وخرق السلام، أو أي عمل عدواني، تنظر الجمعية العامة في المسألة على الفور بهدف تقديم توصيات مناسبة إلى الأعضاء لاتخاذ تدابير جماعية، بما في ذلك في حالة انتهاك السلام أو العدوان، استخدام القوة المسلحة عند الضرورة، من أجل صون أو استعادة السلم والأمن الدوليين. إذا لم يكن في جلسة في ذلك الوقت، قد تجتمع الجمعية العامة في جلسة استثنائية طارئة في غضون أربع وعشرين ساعة من الطلب لذلك. تُدعى هذه الدورة الاستثنائية الطارئة إذا طلب مجلس الأمن ذلك بناء على تصويت أي سبعة أعضاء، أو بأغلبية أعضاء الأمم المتحدة. . . 